# گوتا (سوئد)
گوتا (به سوئدی: Göta) یک منطقهٔ مسکونی در سوئد است که در بخش لیلا ایدت واقع شده‌است. گوتا ۱٫۰۲ کیلومتر مربع مساحت و ۹۲۰ نفر جمعیت دارد.